# 이희성 (1924년)
이희성(李熺性, 1924년 12월 29일~2022년 6월 6일)은 대한민국의 군인, 정치인, 국영기업인이다. 국방부 특명검열단 단장, 중앙정보부 부장 서리, 교통부 장관 등을 역임하였다.
본관은 합천이며 경상남도 고성 출신이다.
1979년 정승화 육군참모총장 겸 계엄사령관의 후임으로 임명됐다. 5·18 광주 민주화 운동 당시 육군참모총장 겸 계엄사령관으로서 진압을 주도했다.
1997년 4월 12·12 군사 반란 및 5·18 광주 민주화 운동 관련 재판에서 징역 7년형을 선고받았으나 사면됐다.
2022년 6월 6일 사망하였다.

## 학력
- 1949년 육군사관학교 8기 졸업
- 1952년 미국 육군보병학교 초등군사반 졸업
- 1955년 미국 육군포병학교 고등군사반 졸업
- 1957년 대한민국 육군보병학교 고급지휘반 졸업
- 1959년 대한민국 육군대학 졸업
- 1964년 대한민국 국방대학원 행정학 석사

## 주요 약력
- 1949년: 육군 소위 임관
- 1960년: 육군 군수사령부 정보참모
- 1969년: 사단장
- 1974년: 국방부 기획국장
- 1975년: 육군 제1군단장
- 1977년: 국방특명검열단장
- 1978년: 서울대학교 경영대학원 최고경영자과정 수료
- 1979년: 육군참모차장
- 1979년: 중앙정보부 부장서리
- 1979년: 육군참모총장 겸 계엄사령관
- 1980년: 국가보위비상대책위원회 위원
- 1981년: 육군 대장 예편
- 1981년: 대한방직협회 회장
- 1982년: 교통부 장관
- 1984년: 국토통일원 고문
- 1984년: 대한주택공사 이사장
- 1995년: 자유민주연합 전임고문(1995년 6월)
- 1995년: 자유민주연합 전임고문 직위 퇴임(1995년 8월)
- 2022년 사망[4]

## 기타
- 중앙정보부 부장서리로 근무하던 당시 12․12 사건이 발생 했을 때 군에 '진도개 하나' 비상 발령 사실을 본인은 몰랐다고 진술한다.[5] 정승화 총장이 연행된 직후엔 집으로 전화를 해서 처에게 "공기가 수상하니 집에서 자지 말고 나가서 자라"고 했다고 한다.[5]

- 이희성 계엄사령관이 수경사령관에 연대 병력을 중앙청에 진주시킨 노태우 9사단장, 특전사령관에 정호용 50사단장을 12월 13일에 임명하고, 정식 인사 발령일인 12월 14일 이전에 부임시킨 것은 전 장군의 요구에 의한 것이라고 진술했다.[5] 이희성 자신은 합수부 측의 병력 철수에 명분을 주기 위해 그들을 적임자라고 생각하며 합수부 측의 요구를 따랐다고 한다.[5] 하지만 이희성 계엄사령관 본인도 수경사령관에 노태우 9사단장, 특전사령관에 정호용 50사단장 적임자라고 생각하였다고 한다.[5]